# Glassheart
Glassheart – trzeci album studyjny brytyjskiej piosenkarki Leony Lewismiał premierę w Wielkiej Brytanii 15 października.
Leona Lewis o albumie: „To album, w który włożyłam całe serce i duszę. Jest surowy, pełen emocji, pokazuje mój rozwój. Jestem niesamowicie dumna z tej płyty.”

## Informacje
Produkcja albumu rozpoczęła się pod koniec 2010 roku , a zakończyła 10 września 2012 roku. Materiał powstawał w Londynie, Denver i Los Angeles. Producentem wykonawczym płyty został Fraser T Smith, z którym piosenkarka współpracowała po raz pierwszy. Po raz kolejny do produkcji albumu Brytyjki przyczynił się Ryan Tedder, autor kilku poprzednich hitów piosenkarki m.in. Bleeding Love, czy Happy. Tym razem Tedder współtworzył piosenki Favourite Scar i tytułowe Glassheart.
Do powstania płyty przyczyniła się także m.in. Emeli Sandé, która była jednym z wielu autorów pierwszego singla Trouble, a także głównym twórcą piosenek I to You i Sugar, która znalazła się na edycji deluxe. Innymi autorami piosenek oraz producentami, którzy wspierali piosenkarkę w trakcie nagrywania albumu byli np.: Naughty Boy, Ina Wroldsen, Bonnie McKee, Jörgen Elofsson, Autumn Rowe, Ammo, czy Rodney Jerkins.
Pierwszym utworem, znajdującym się na płycie, wykonanym publicznie przez Leonę Lewis było Come Alive, które zostało zaprezentowane w maju 2012 roku podczas imprezy Hackney Weekend.

## Single
- Początkowo pierwszym singlem miał być Collide, nagrany wspólnie z DJ-em Avicii, jednak z powodu konfliktu o prawa autorskie utwór nie znalazł się na płycie Szweda, a na albumie Lewis ukazał się jedynie jego remix, którego autorem jest Afrojack.
- Oficjalnie pierwszym singlem promującym album została piosenka Trouble. Premiera utworu odbyła się 21 sierpnia 2012 w Metro Radio. W sprzedaży w Wielkiej Brytanii singel pojawił się 7 października 2012.
- 16 listopada 2012 roku został wydany na digital download drugi singel, Lovebird.

## Lista utworów
Standardowa Edycja
| Nr  | Tytuł piosenki                  | Autorzy | Produkcja                                             | Czas |
| --- | ------------------------------- | --- | ----------------------------------------------------- | ---- |
| 1.  | "Trouble”                       | Emeli Sandé, Naughty Boy, Leona Lewis, Fraser T Smith, Harry Craze, Hugo Chegwin, James Murray, Mustafa Omer | Smith, Khan, Chris Loco, Orlando "Jalil Beats" Tucker | 3:41 |
| 2.  | "Un Love Me"                    | Smith, Bonnie McKee, Kelly Sheehan, Lewis                                                                    | Smith, Loco                                           | 4:12 |
| 3.  | "Lovebird"                      | McKee, Joshua Coleman, Lukasz Gottwald                                                                       | Josh Abraham, Oligee, Ammo                            | 3:32 |
| 4.  | "Come Alive"                    | Smith, Ina Wroldsen                                                                                          | Smith, Loco, Tim Deluxe                               | 4:03 |
| 5.  | "Fireflies"                     | Craigie Dodds                                                                                                | Dodds                                                 | 3:55 |
| 6.  | "I to You"                      | Christopher Crowhurst, Sandé                                                                                 | Smith, Loco                                           | 3:18 |
| 7.  | "Shake You Up"                  | Rodney Jerkins, Olivia Waithe, Lewis                                                                         | Jerkins                                               | 3:40 |
| 8.  | "Stop the Clocks"               | Smith, Jörgen Elofsson, Rachel Moulden, Lewis                                                                | Smith                                                 | 4:01 |
| 9.  | "Favourite Scar"                | Ryan Tedder, Noel Zancanella, Lewis, Roland Orzabal, Curt Smith                                              | Tedder, Zancanella                                    | 3:36 |
| 10. | "When It Hurts"                 | Khan, Andrea Martin, Luke Juby                                                                               | Smith, Khan                                           | 3:12 |
| 11. | "Glassheart”                    | Tedder, Brent Kutzle, Zancanella, Justin Franks, Fis Shkreli, Lewis, Peter Svensson                          | DJ Frank E, Tedder, Zancanella, Kutzle, Shkreli       | 3:56 |
| 12. | "Fingerprint"                   | Smith, Laura Pergolizzi, Lewis                                                                               | Smith                                                 | 4:07 |
| 13. | "Trouble” (ft.Childish Gambino) | Khan, Sandé, Craze, Chegwin, Smith, Lewis, Murray, Omer                                                      | Smith, Khan, Loco, Tucker                             | 3:42 |

Edycja Deluxe (Dysk 2)
| Nr | Tytuł piosenki                                    | Autorzy                                                                                | Produkcja                           | Czas |
| -- | ------------------------------------------------- | -------------------------------------------------------------------------------------- | ----------------------------------- | ---- |
| 1. | "Trouble" (Acoustic)                              | Khan, Sandé, Craze, Chegwin, Smith, Lewis, Murray, Omer                                | Smith                               | 3:43 |
| 2. | "Come Alive" (Acoustic)                           | Smith, Wroldsen                                                                        | Smith                               | 4:25 |
| 3. | "Glassheart" (Acoustic)                           | Tedder, Kutzle, Zancanella, Franks, Shkreli, Lewis, Svensson                           | Tommy King, Ira Glansbeeik          | 3:46 |
| 4. | "Colorblind"                                      | David Bryson, Adam Duritz, Charlie Gillingham, Mattew Malley, Ben Mize, Daniel Vickery | Smith                               | 3:22 |
| 5. | "Sugar"                                           | Alexander Shuckburg, Sandé                                                             | Al Shux                             | 3:36 |
| 6. | "Collide” (Afrojack Remix) (Leona Lewis / Avicii) | Tim Berg, Simon Jeffes, Arash Pournouri, Autumn Rowe, Sandy Wilhelm                    | Sandy Vee, The Young Boys, Afrojack | 5:54 |

| iTunes Store Bonus Video                                                                              |
| --- |
| 7. „Glassheart” (Live Acoustic) - Tedder, Kutzle, Zancanella, Franks, Shkreli, Lewis, Svensson - 3:49 |

## Notowania i certyfikaty
| Lista                                    | Najwyższa pozycja |
| ---------------------------------------- | ----------------- |
| Austrian Albums (Ö3 Austria Top 40)      | 5                 |
| Spanish Albums (PROMUSICAE)              | 54                |
| Irish Albums Chart (IRMA)                | 4                 |
| German Albums (Media Control Charts)     | 6                 |
| Dutch Albums Chart (MegaCharts)          | 57                |
| South Korean International Albums (Gaon) | 13                |
| Scottish Albums (OCC)                    | 3                 |
| Swiss Albums (Schweizer Hitparade)       | 29                |
| UK Albums Chart (OCC)                    | 3                 |

| Państwo         | Lista | Certyfikat | Sprzedaż |
| --------------- | ----- | ---------- | -------- |
| Wielka Brytania | BPI   | Srebro     | 60,000   |

## Data wydania
| Kraj / Region   | Data                 | Wytwórnia  | Format               | Edycja                  |
| --------------- | -------------------- | ---------- | -------------------- | ----------------------- |
| Irlandia        | 12 października 2012 | Sony Music | CD, digital download | Standard/Deluxe Edition |
| Wielka Brytania | 15 października 2012 | Syco Music | CD, digital download | Standard/Deluxe Edition |
| Włochy          | 5 listopada 2012     | Sony Music | CD, digital download | Standard                |
| Belgia          | 23 listopada 2012    | Sony Music | CD, digital download | Standard                |
| Hongkong        | 23 listopada 2012    | Sony Music | CD, digital download | Standard/Deluxe Edition |
| Holandia        | 23 listopada 2012    | Sony Music | CD, digital download | Standard                |
| Norwegia        | 23 listopada 2012    | Sony Music | CD, digital download | Standard                |
| Szwajcaria      | 23 listopada 2012    | Sony Music | CD, digital download | Standard                |
| Francja         | 26 listopada 2012    | Sony Music | CD, digital download | Standard/Deluxe Edition |
| Portugalia      | 26 listopada 2012    | Sony Music | CD, digital download | Standard                |
| Hiszpania       | 27 listopada 2012    | Sony Music | CD, digital download | Standard/Deluxe Edition |
| Tajwan          | 27 listopada 2012    | Sony Music | CD, digital download | Deluxe Edition          |
| Dania           | 28 listopada 2012    | Sony Music | CD, digital download | Deluxe Edition          |
| Finlandia       | 28 listopada 2012    | Sony Music | CD, digital download | Standard/Deluxe Edition |
| Szwecja         | 28 listopada 2012    | Sony Music | CD, digital download | Standard/Deluxe Edition |
| Australia       | 30 listopada 2012    | Sony Music | CD, digital download | Standard/Deluxe Edition |
| Polska          | 4 grudnia 2012       | Sony Music | CD, digital download | Standard/Deluxe Edition |
| Niemcy          | 11 stycznia 2013     | Sony Music | CD, digital download | Deluxe                  |
| Portugalia      | 28 stycznia 2013     | Sony Music | CD, digital download | Standard/Deluxe Edition |